# Gheorghe Brandabura
Gheorghe Brandabura (Fedeleșoiu, 1913. február 23. – ?) román válogatott labdarúgó, fedezet.

## Pályafutása
1927-ben kezdte a labdarúgást a Juventus București csapatában, ahol 1930-ban mutatkozott be az első csapatban. 1940-ben a Venus București csapatához igazolt, ahol 1948-ban hagyta abba az aktív labdarúgást.
1937–38-ban négy alkalommal szerepelt a román válogatottban. Tagja volt a franciaországi világbajnokságon részt vevő csapatnak.

## Statisztika

### Mérkőzései a román válogatottban
| Románia | Románia          | Románia  | Románia    | Románia  | Románia     | Románia           | Románia | Románia |
| #       | Dátum            | Helyszín | Hazai      | Eredmény | Vendég      | Kiírás            | Gólok   | Esemény |
| ------- | ---------------- | -------- | ---------- | -------- | ----------- | ----------------- | ------- | ------- |
| 1.      | 1937. július 8.  | Kaunas   | Litvánia   | 0 – 2    | Románia     | barátságos        | -       |         |
| 2.      | 1937. július 12. | Riga     | Lettország | 0 – 0    | Románia     | barátságos        | -       |         |
| 3.      | 1937. július 14. | Tallinn  | Észtország | 2 – 1    | Románia     | barátságos        | -       |         |
| 4.      | 1938. május 8.   | Bukarest | Románia    | 0 – 1    | Jugoszlávia | Eduard Benes kupa | -       |         |
|         | Összesen         |          |            | 4        | mérkőzés    |                   | 0       | gól     |